# Rally van Chili
De Rally van Chili, formeel Copec Rally Chile, is de Chileense ronde van het wereldkampioenschap rally.

## Lijst van winnaars
| Editie | Seizoen | Rijder                                                    | Navigator                                                 | Auto                                                      |
| ------ | ------- | --------------------------------------------------------- | --------------------------------------------------------- | --------------------------------------------------------- |
| -      | 2020    | Rally niet gehouden vanwege politieke onrust in het land. | Rally niet gehouden vanwege politieke onrust in het land. | Rally niet gehouden vanwege politieke onrust in het land. |
| 1      | 2019    | Ott Tänak                                                 | Martin Järveoja                                           | Toyota Yaris WRC                                          |